# Julien Jouga
Œuvres principales
Messe du Cap des Biches
Missa Carabane
Jamm
Julien Jouga, né le 5 février 1931 à Dakar et mort dans la même ville le 23 décembre 2001 , est un chanteur, chef de chœur et compositeur sénégalais. Qualifié de « Mozart de la musique religieuse africaine », il a surtout œuvré dans le domaine de la musique liturgique catholique. Il est également connu comme un promoteur du dialogue islamo-chrétien.

## Biographie

### Jeunesse et famille
Julien Jouga naît le 5 février 1931 à Dakar mais passe sa jeunesse en Casamance, à Ziguinchor ainsi que dans le nord à Saint-Louis. Il est issu d'une famille de musiciens d'origine diola, issue de Carabane en Casamance. Durant sa jeunesse, il se forme à la musique, notamment au chant grégorien — il chante en tessiture ténor — et à l'orgue, avec son oncle Joseph Faye.

### Carrière
En 1950, il crée la chorale paroissiale Saint-Joseph de Medina et le chœur sénégalais. Il se lie d'amitié avec Doudou N'diaye Rose, avec qui il voyage et joue pendant plus de trente-cinq ans. Il est le premier Africain élu au Bureau mondial du chant choral au sein de la Fédération internationale de la musique chorale (en).

### Mort
Il meurt le 23 décembre 2001 à Dakar, trois jours après Léopold Sédar Senghor aux funérailles duquel il avait prévu de jouer avec Doudou N'diaye Rose.

## Œuvre

### Composition
Julien Jouga compose de nombreuses œuvres chorales. À ses débuts, ces œuvres sont grégoriennes et en latin. Mais, à partir du concile Vatican II, il compose ses textes dans différentes langues du Sénégal (wolof, diola, sérère, mais aussi créole). C'est à ce moment que sa production musicale se développe considérablement. Sa première hymne, composée en 1963, se nomme Ku Kertien ; dès 1965, elle est utilisée à travers tout le Sénégal et notoirement appréciée de Léopold Sédar Senghor. Une de ses caractéristiques est qu'elle est chantée a cappella, avec un accompagnement exclusivement percussif, mais aussi des claquements de mains et de doigts, et des mouvements du corps accompagnant le rythme,.
Senghor utilise la musique de Julien Jouga comme argument en faveur de la négritude, et pousse ce dernier à se tourner vers le répertoire profane, à composer des chants mettant l'accent sur les mondes sonores non-chrétiens et indigènes de manière à brouiller les lignes arbitraires tracées entre le sacré et le profane. C'est en prenant au sérieux cette suggestion que Julien Jouga explore sa région ancestrale de la Casamance, ce qui l'amène à créer en 1969 sa première messe, la Missa Carabane. Celle-ci est chantée en diola et alterne des invocations plaintives à Ataw Atemit et des chants exubérants accompagnés de tambours polyrythmiques et de battements de mains, qui évoquent les célébrations communautaires de la saison des pluies en Casamance. Après sa rencontre avec Doudou N'diaye Rose, Jouga, avec l'aide de ce dernier, incorpore de nombreuses lignes de percussion dans sa Messe du Cap des Biches. En particulier, dans le Kyrie, il évoque le dhikr musulman, très présent dans la tradition soufie, qui est le fait de répéter inlassablement le nom de Dieu.

### Technique et inspiration
Julien Jouga ne puise pas son inspiration que dans la tradition catholique mais dans les différents rites religieux sénégalais, Islam comme religion traditionnelles. La caractéristique majeure de son œuvre est considérée comme étant le dialogue, dialogue entre cultures religieuses, mais aussi entre sacré et profane, ente langues différentes ainsi qu'entre styles musicaux. Pour Christine Thu Nhi Dang, la pluralité qu'exprime la musique de Julien Jouga est comparable à celle qu'écrit Fiodor Dostoïevski dans ses romans et que Mikhaïl Bakhtine qualifie de « pluralité de voix et de consciences indépendantes et non fusionnées, une véritable polyphonie de voix pleinement valides ».
La manière d'écrire la musique coupe volontairement les ponts avec les exigences de composition présentes dans la musique occidentales, et en particulier l'harmonie. Ainsi, sa transcription de Ku Kertien réalisée pour Noël 1972 intègre une harmonisation où la résolution harmonique est hétérodoxe, notamment dans les deuxième et quatrième mesures, et où de nombreuses quartes, quintes et octaves parallèles sont délibérément insérées. Ces effets, incorrects selon la théorie musicale occidentale, sont voulus par Julien Jouga de manière à créer des sonorités typiquement africaines. L'accompagnement à la percussion, généralement un tambour, est quasiment omniprésent dans l'œuvre du compositeur, ce qui ne s'est pas fait sans résistances initiales de la part de ses auditeurs ; d'autant qu'au début du développement de son répertoire la plupart des percussionnistes sont musulmans.
Outre ces aspects musicaux, Julien Jouga travaille également la prononciation, en se détachant des prononciations occidentales pour adopter des phonèmes typiquement sénégalais, même pour des termes liturgiques presque universels tels qu'alléluia ou amen. Sa première composition en diola est suivie d'autres œuvres en sérère, en wolof, en créole de Guinée-Bissau d'inspiration portugaise ainsi qu'en fula.

### Collaborations
Il a travaillé avec Maxime Le Forestier, Manu Dibango et surtout Doudou N'diaye Rose. Le travail avec ce dernier est de loin la collaboration la plus fructueuse de sa vie ; leur rencontre a lieu en 1966 ou 1967 au camp militaire Lat-Dior, et est également due à Léopold Sédar Senghor.
Au Sénégal, Julien Jouga est parfois appelé le « Mozart de la musique religieuse africaine ». Ses hymnes sont diffusés y compris sur les stations de radio et de télévision musulmanes.

## Hommages, récompenses et notoriété
Le morceau Jamm tiré du disque éponyme, sorti en 1996, et enregistré avec Doudou N'diaye Rose, est particulièrement célèbre car utilisé comme générique du journal télévisé en langue wolof sur Walf TV. Le journaliste Bator Dieng écrit en 2017 qu'« il est impossible de parler de musique sacrée au Sénégal sans faire référence à Julien Jouga ».
De nombreux catholiques sénégalais témoignent d'un « épanouissement » de leur foi, de leur esprit et de leur pratique religieuse lors de l'interprétation des chants de Julien Jouga. Cet épanouissement est selon eux dû pour partie à l'utilisation de la langue vernaculaire au lieu du latin, et pour partie à l'utilisation de rythmiques et d'harmonies africaines.